# Schefflera myriantha
Schefflera myriantha là một loài thực vật có hoa trong Họ Cuồng cuồng. Loài này được (Baker) Drake miêu tả khoa học đầu tiên năm 1896.